# ダニエル・カサノバ (フェリー)
ダニエル・カサノバ（Danielle Casanova）は、フランスの海運会社コルシカ・リネアが所有し運航するフェリー。2001年に海運会社SNCMによって「メディテラネ（Mediterranee）」の名で建造され、2002年就航時にダニエル・カサノバに改称された。2016年のSNCM破綻時にコルシカ・リネアに移籍。

## 船歴
1989年に就航した初代ダニエル・カサノバの代船として、イタリア・アンコーナのフィンカンティエリで建造された。当初は2001年に「メディテラネ」の名で建造され、2002年就航時にダニエル・カサノバに改称された。
2002年7月5日、SNCMのマルセイユ - アジャクシオ間に就航。ナポレオン・ボナパルトに似た船として設計された。2016年にSNCM破綻時にコルシカ・リネアに移籍し、マルセイユ - チュニスとマルセイユ - アジャクシオ間に就航。

## 船名
船名はダニエル・カサノヴァ（1909年1月9日 - 1943年5月9日）にちなんでいる。彼女は第二次世界大戦中のフランス・レジスタンスのコルシカ人の英雄で、捕らえられアウシュヴィッツに強制送還され、そこで死没している。

## 船内
11デッキ
- サンルーム

10デッキ
- カフェバー「アルハンブラ」(ALHAMBRA)
- ディスコテーク「カップ・カネイユ」(CAP CANAILLE)
- ブティック
- 展望通路
- スナックバー「ラ・クリーク」(LA CRIQUE)
- プール

9デッキ
- 特等室（4名×12室）
- ミーティングルーム「ア・マリナ」(A. MARINA)
- レストラン「レ・カランク」(LES CALANQUES)
- レストラン「ジロラタ」(GIROLATA)
- カフェテリア・レストラン「レ・ザルブジエ」(LES ARBOUSIERS)

6デッキ
- 案内所

5デッキ
- エントランス
- 座席部屋（320名）

8デッキ, 7デッキ, 6デッキ, 5デッキ
- 室（4名×458室）

## ギャラリー

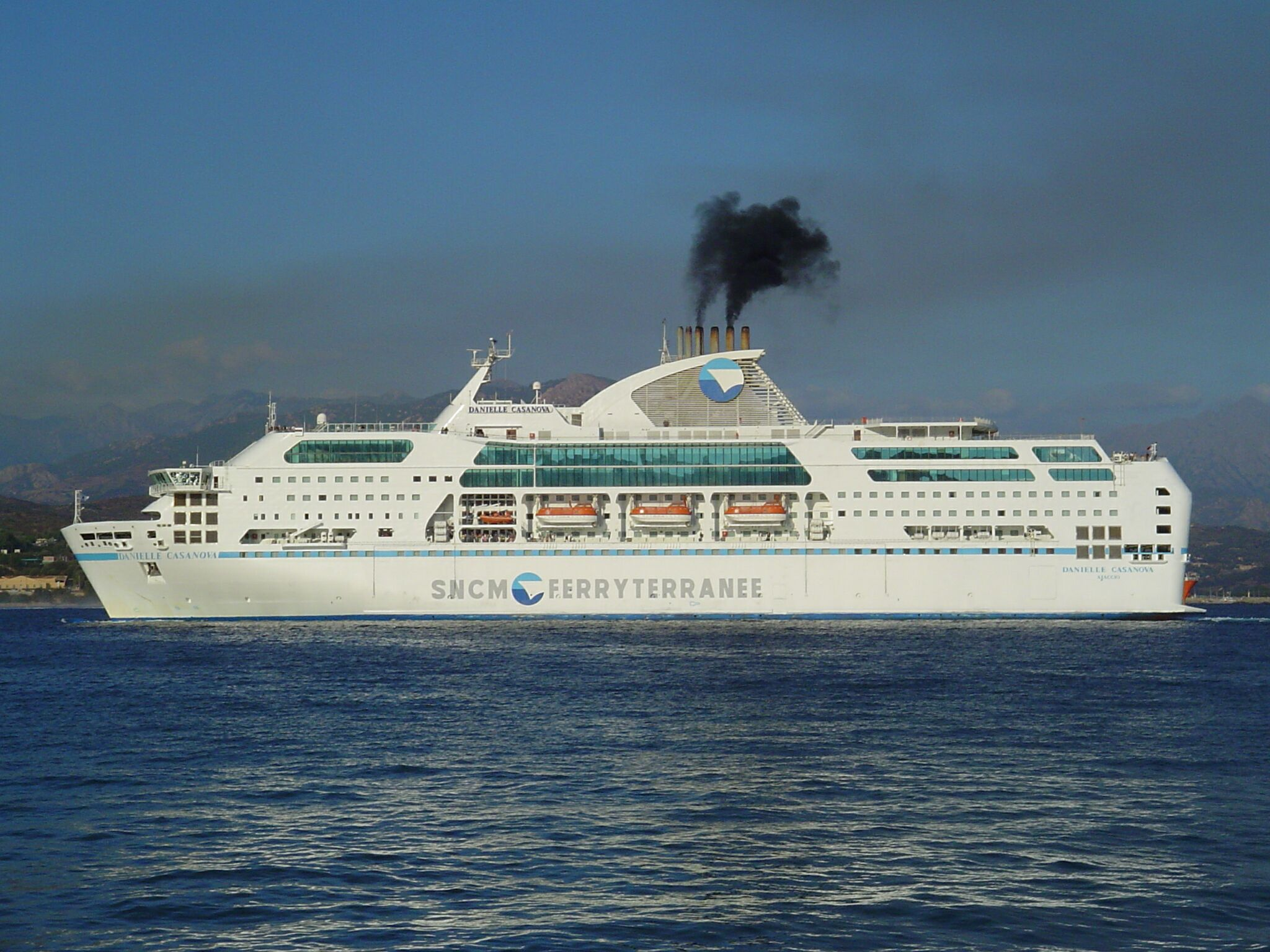
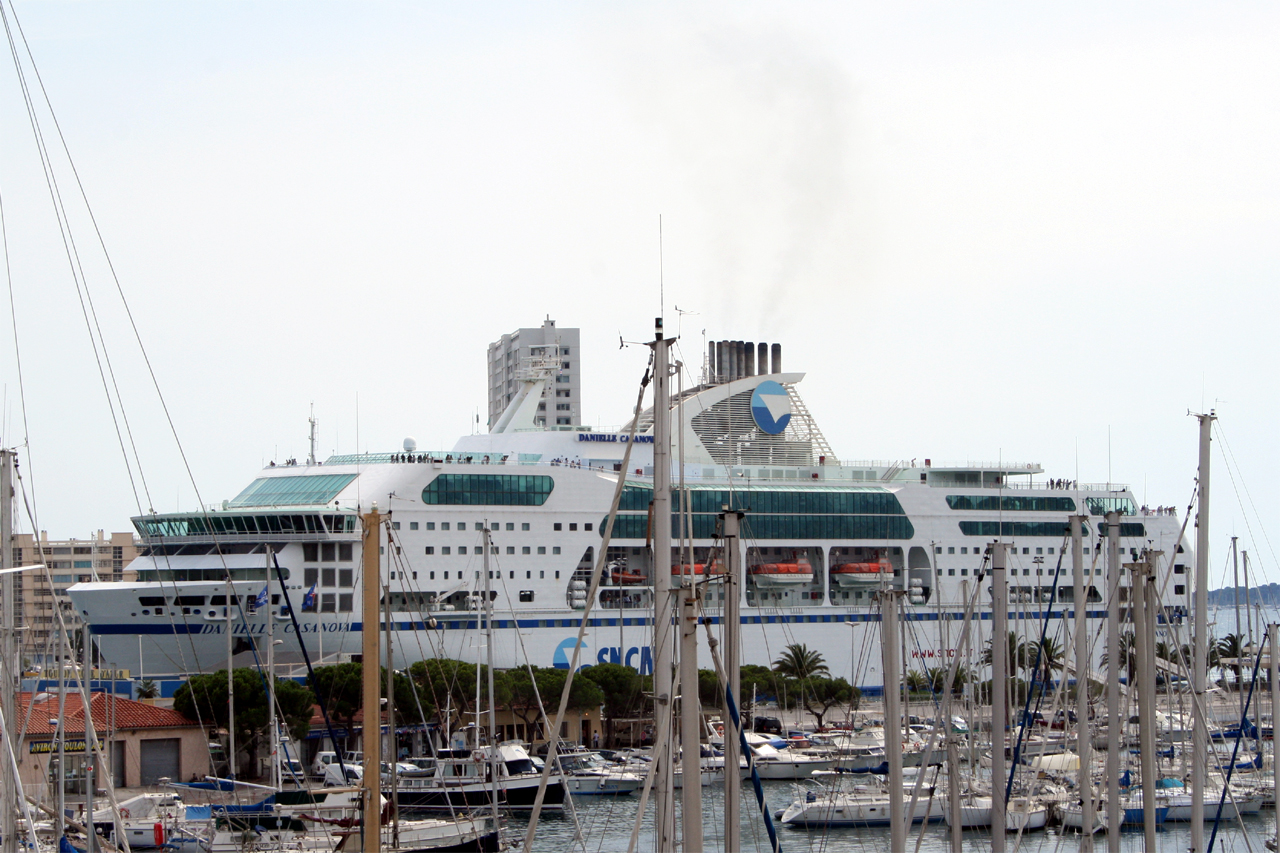
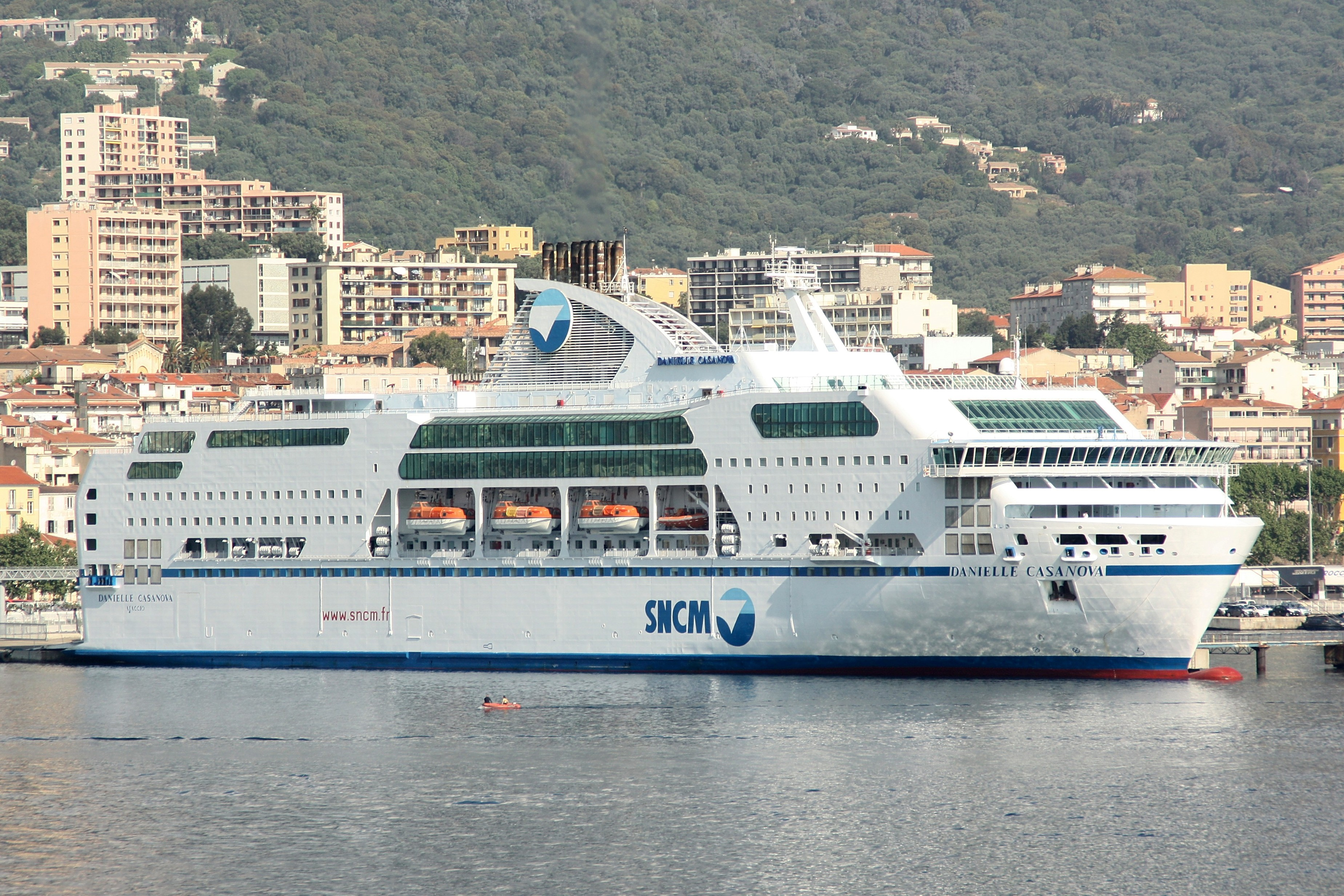
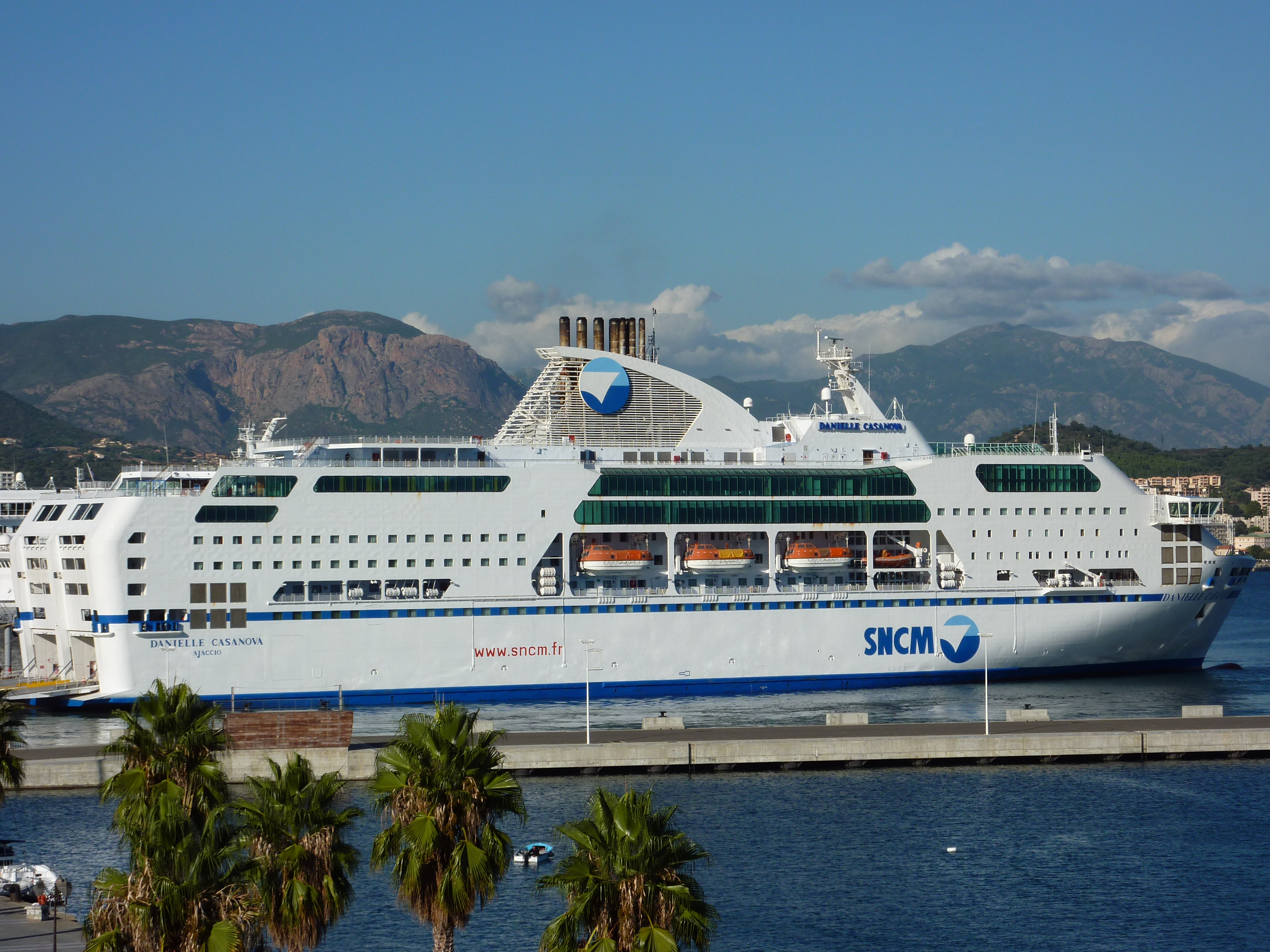
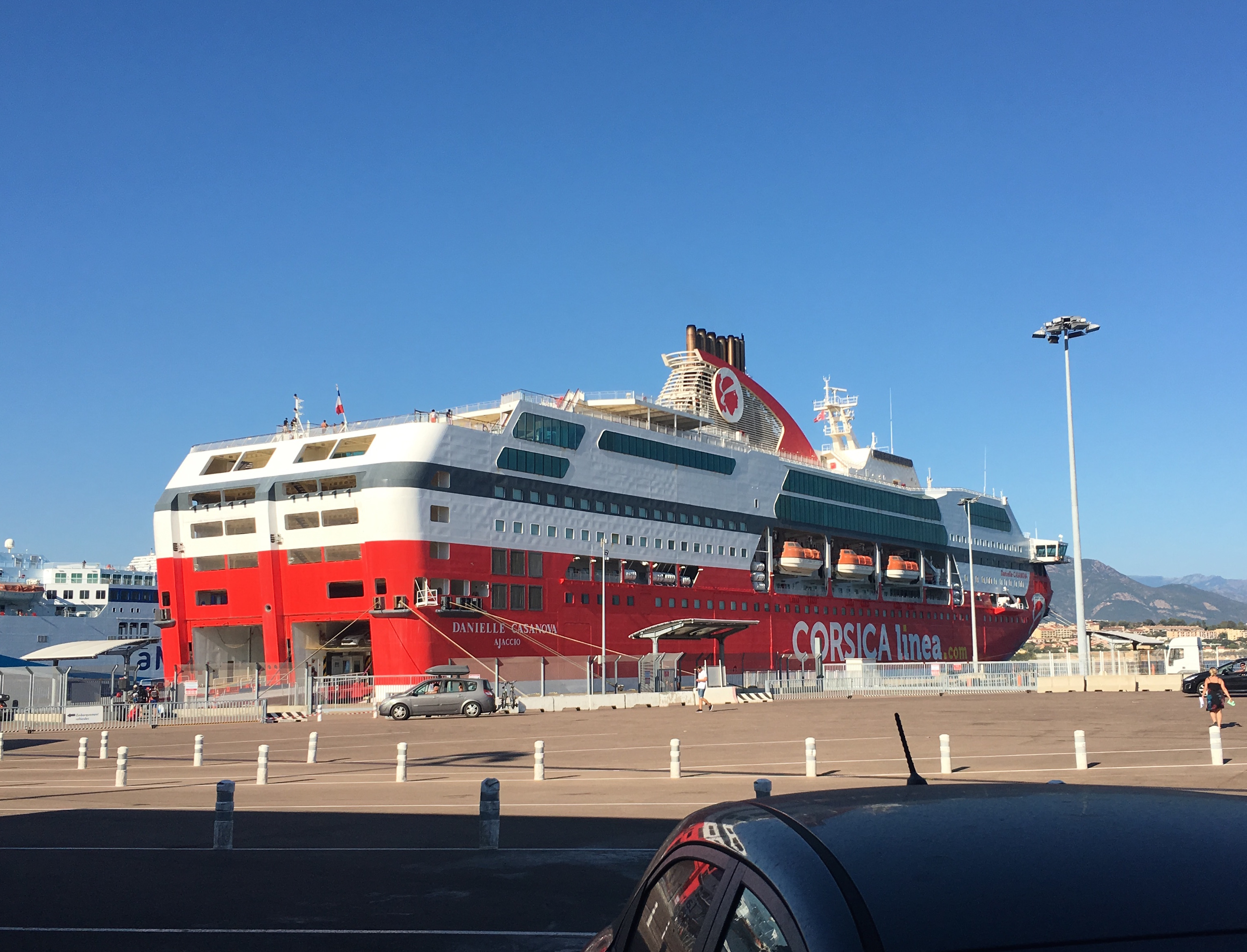
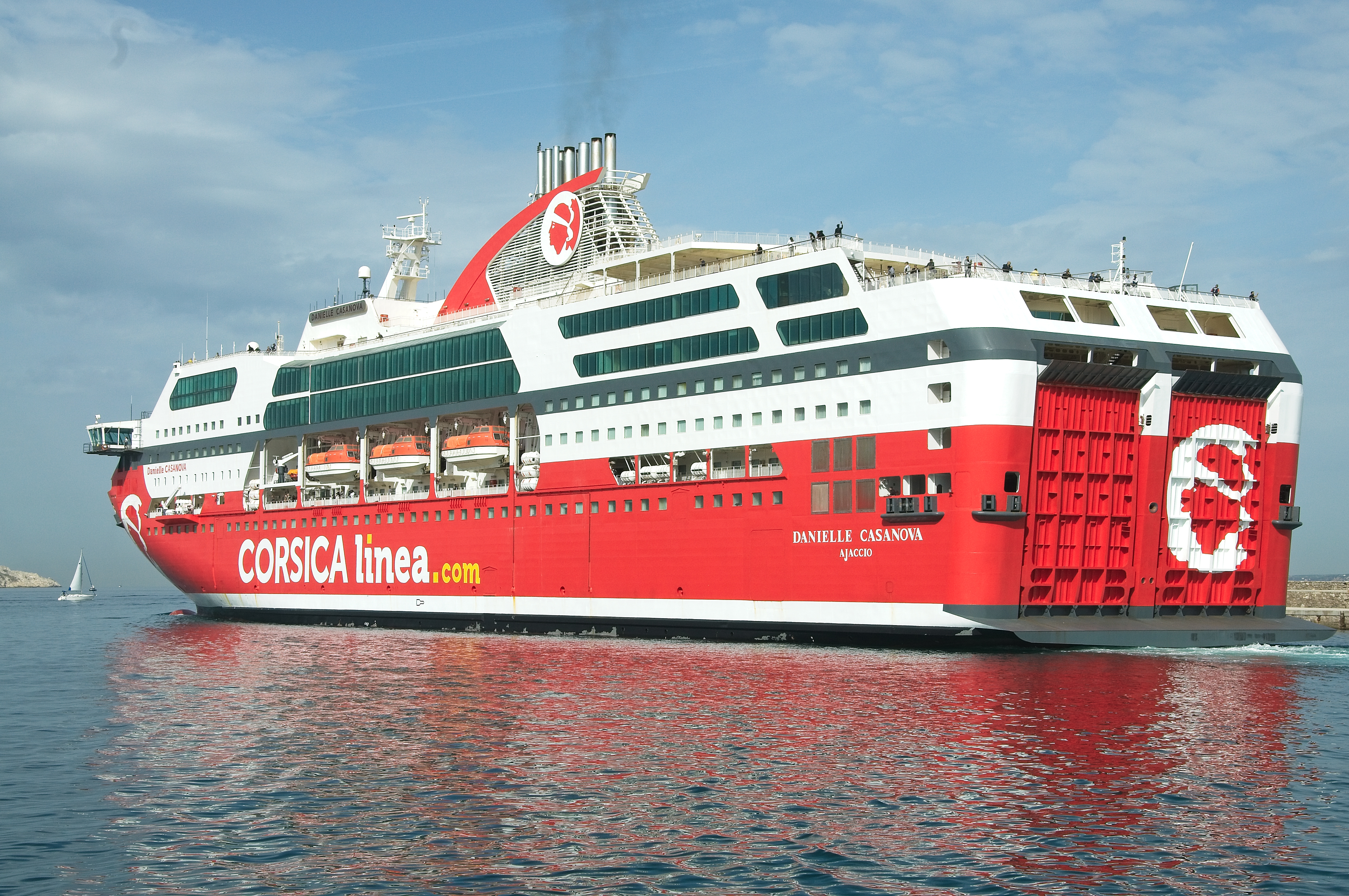
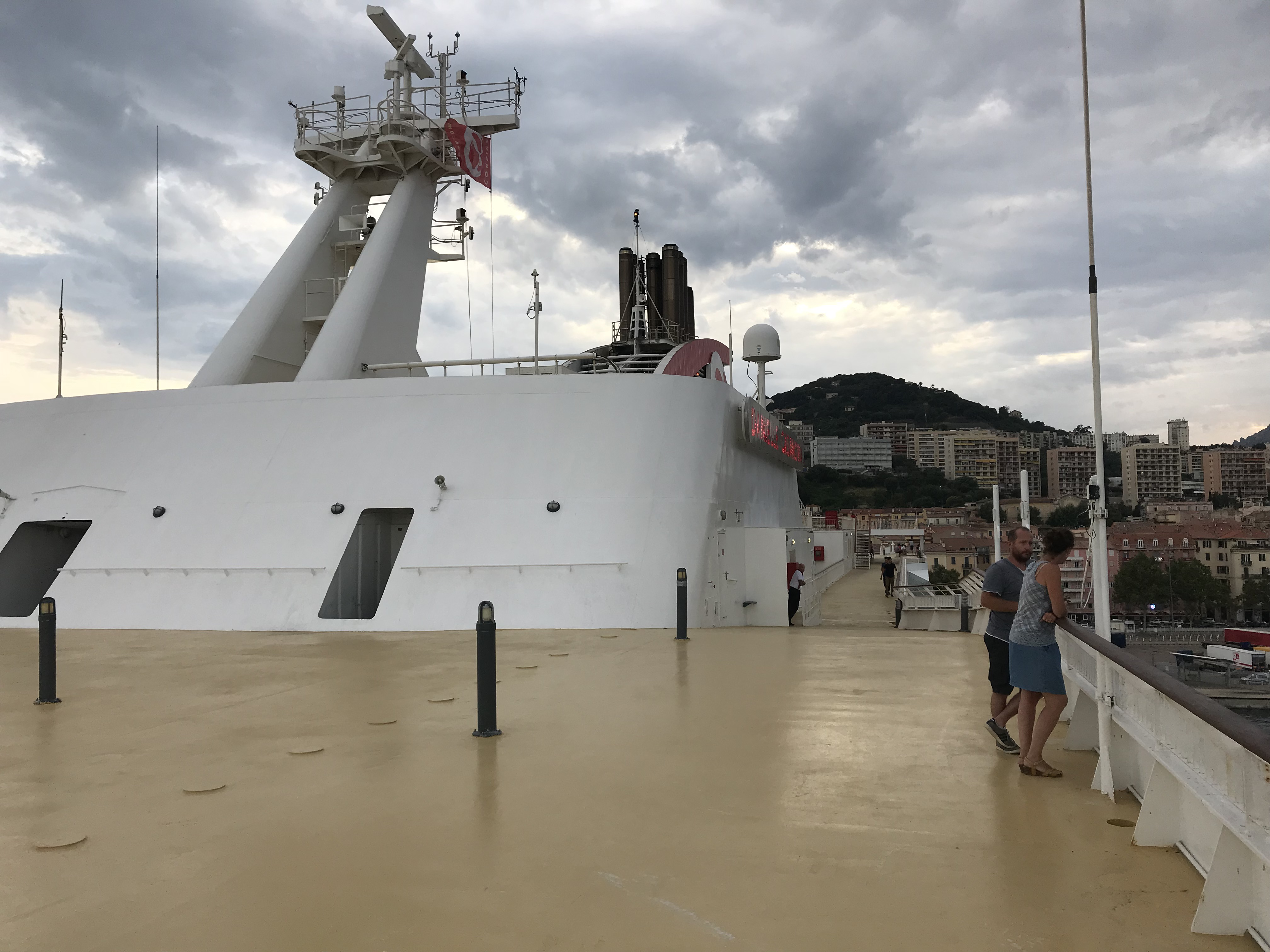
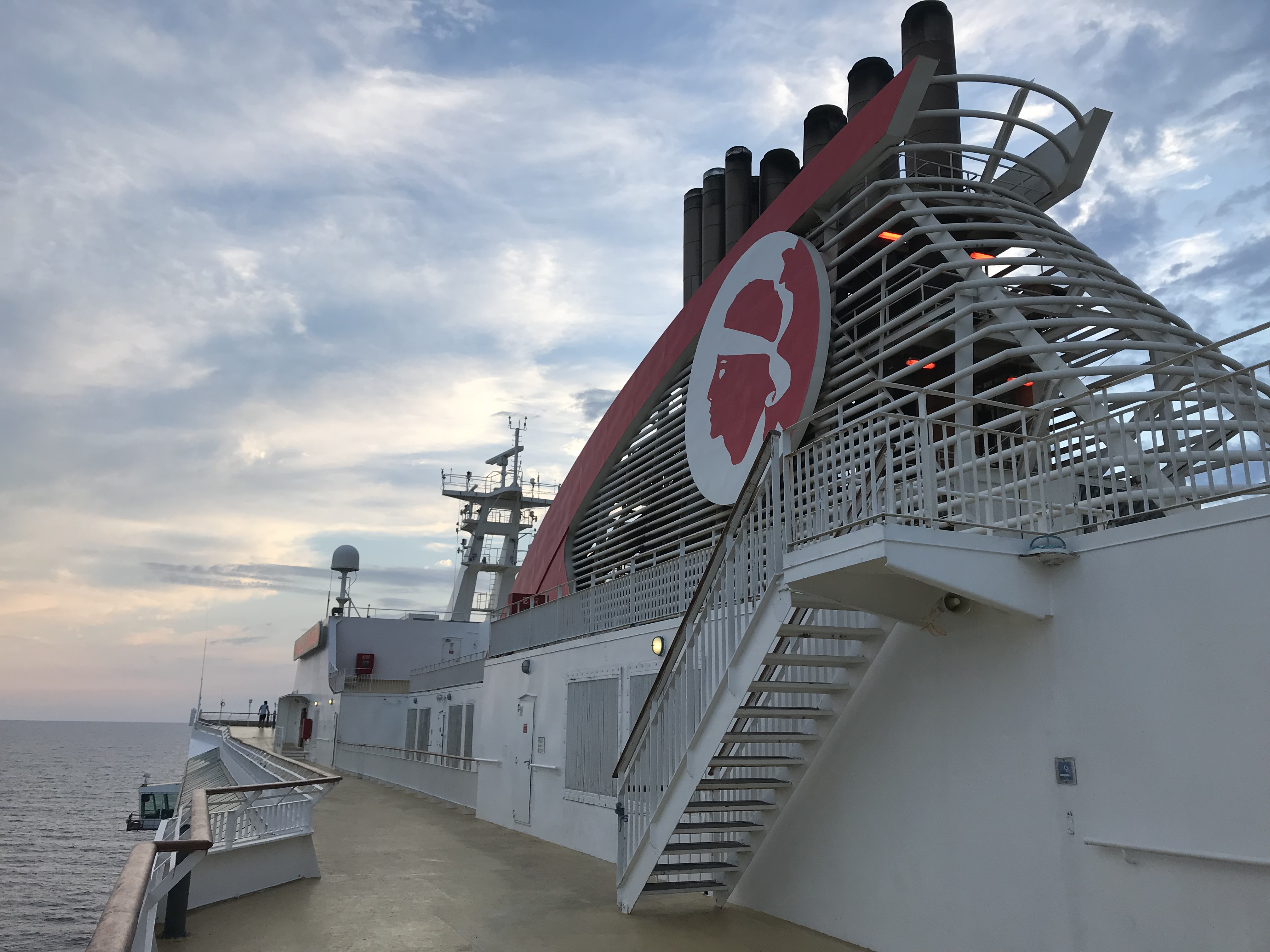

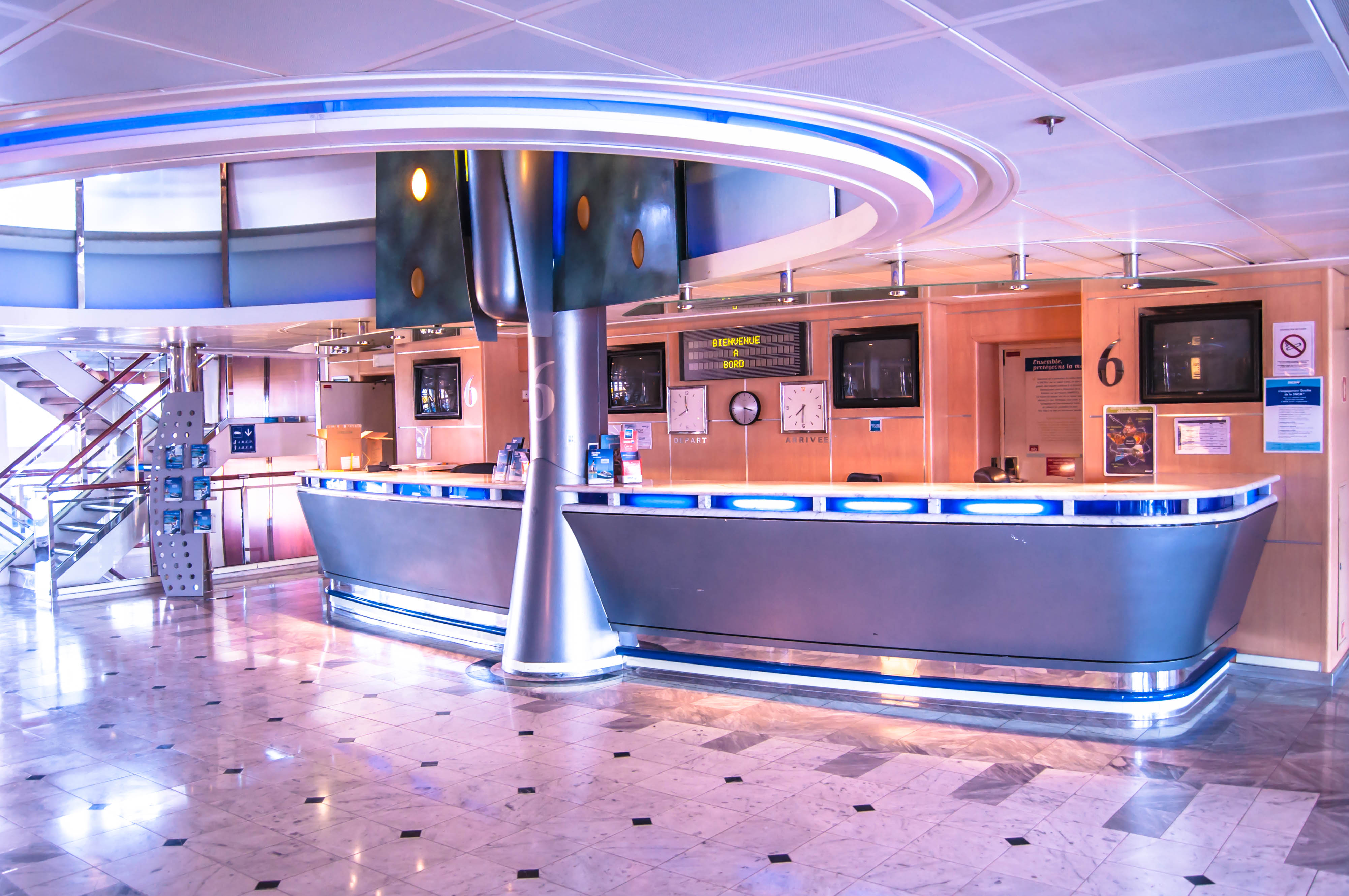
案内所
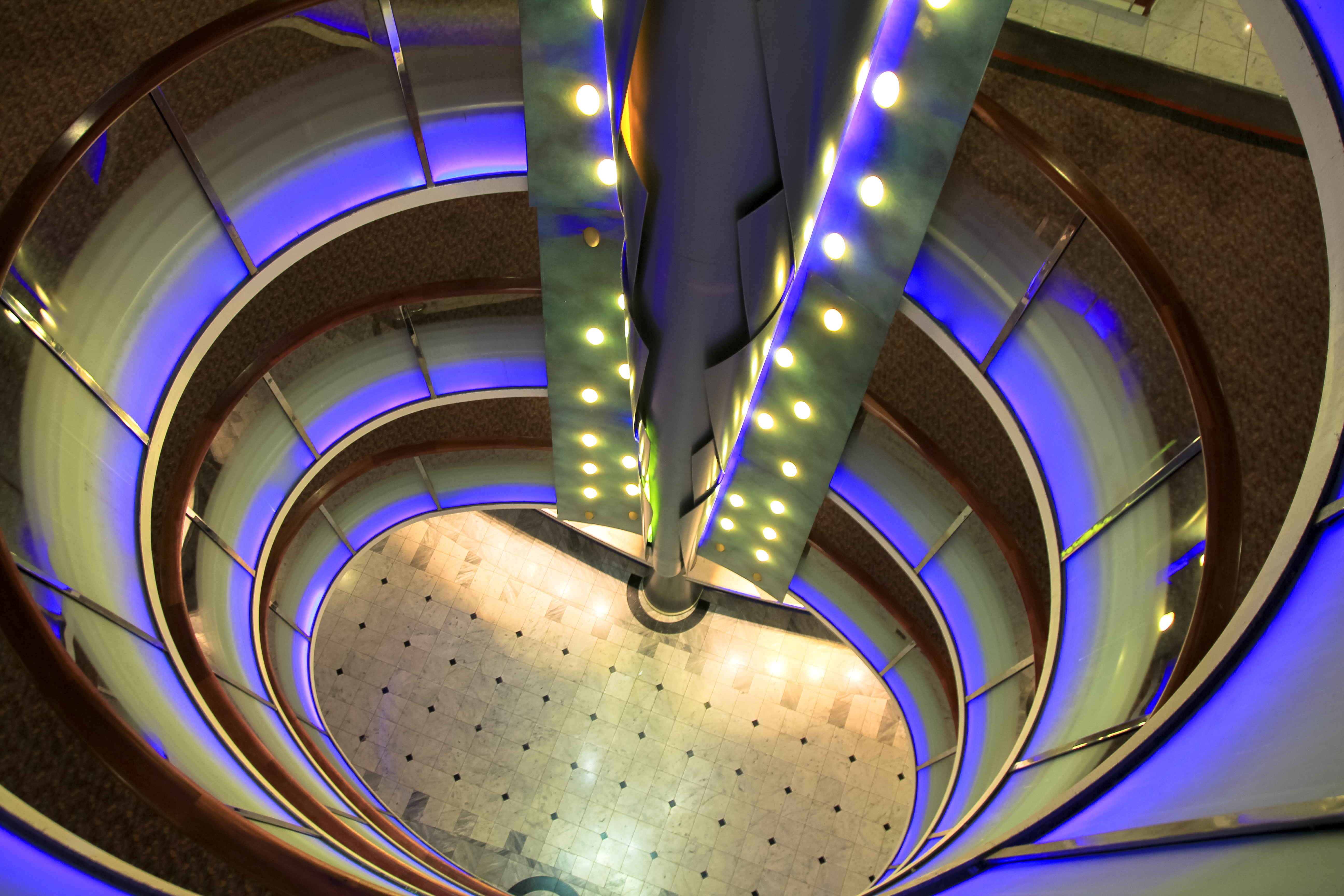
五層吹き抜け構造
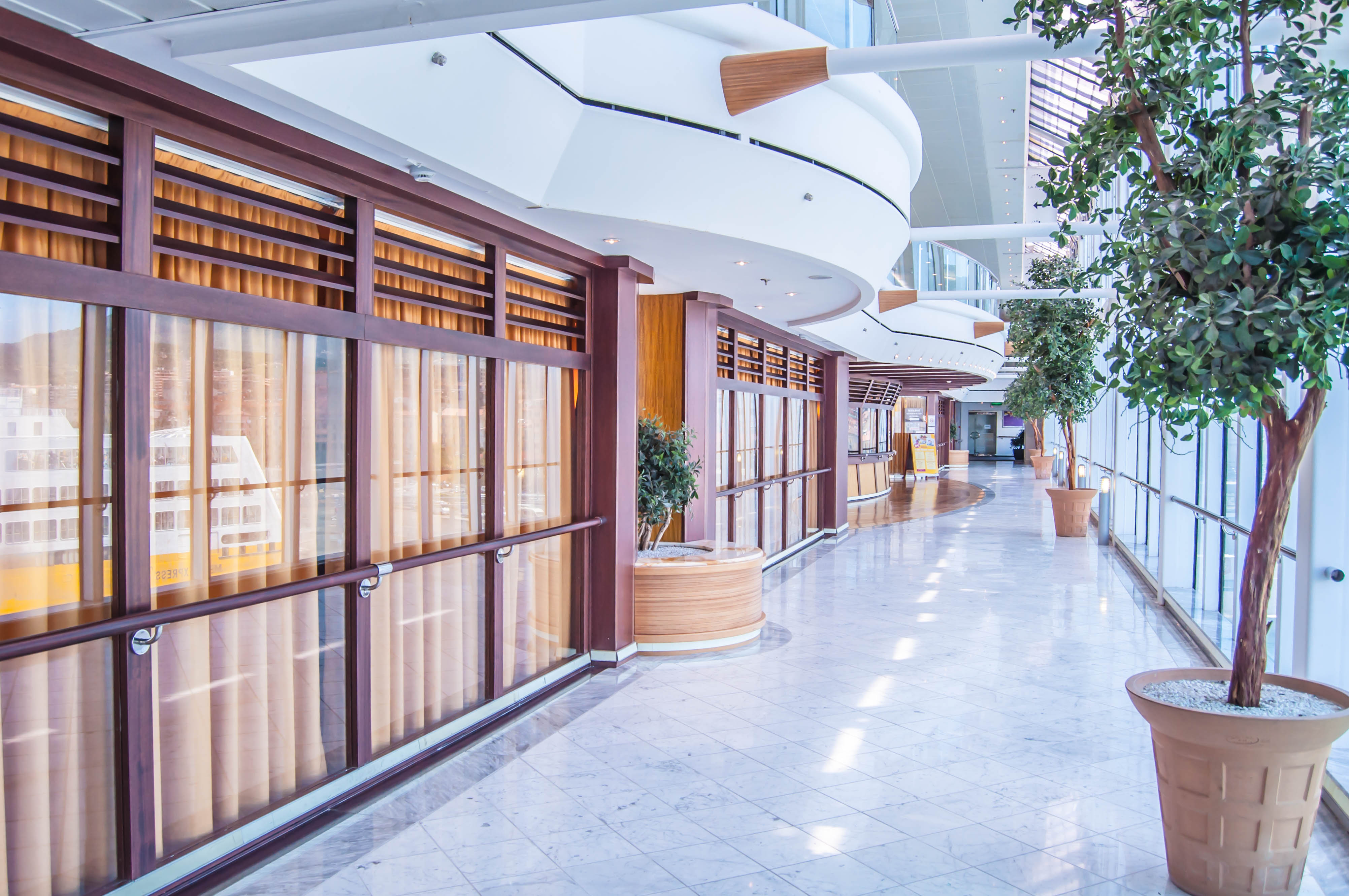
展望通路
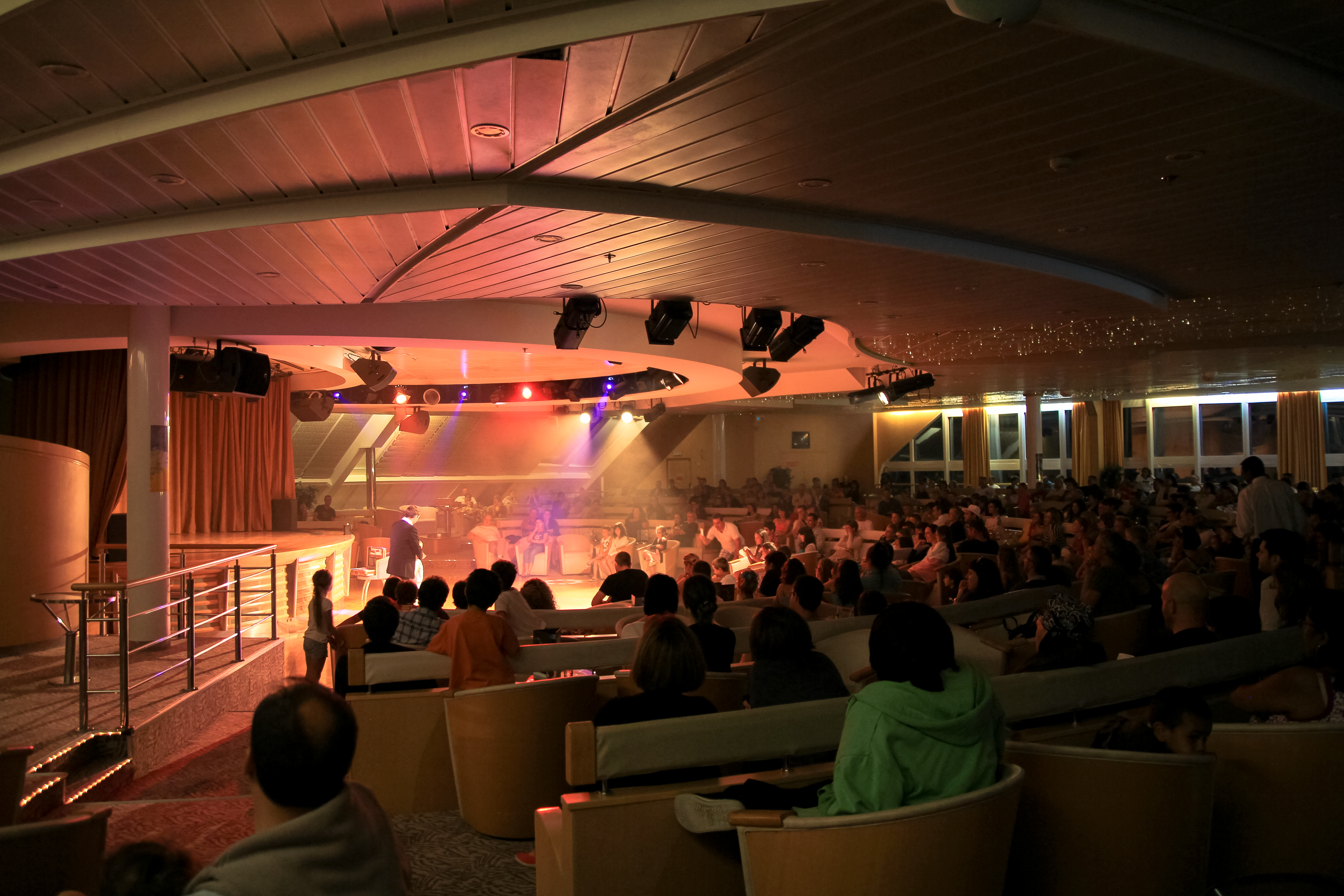
カフェバー「アルハンブラ」
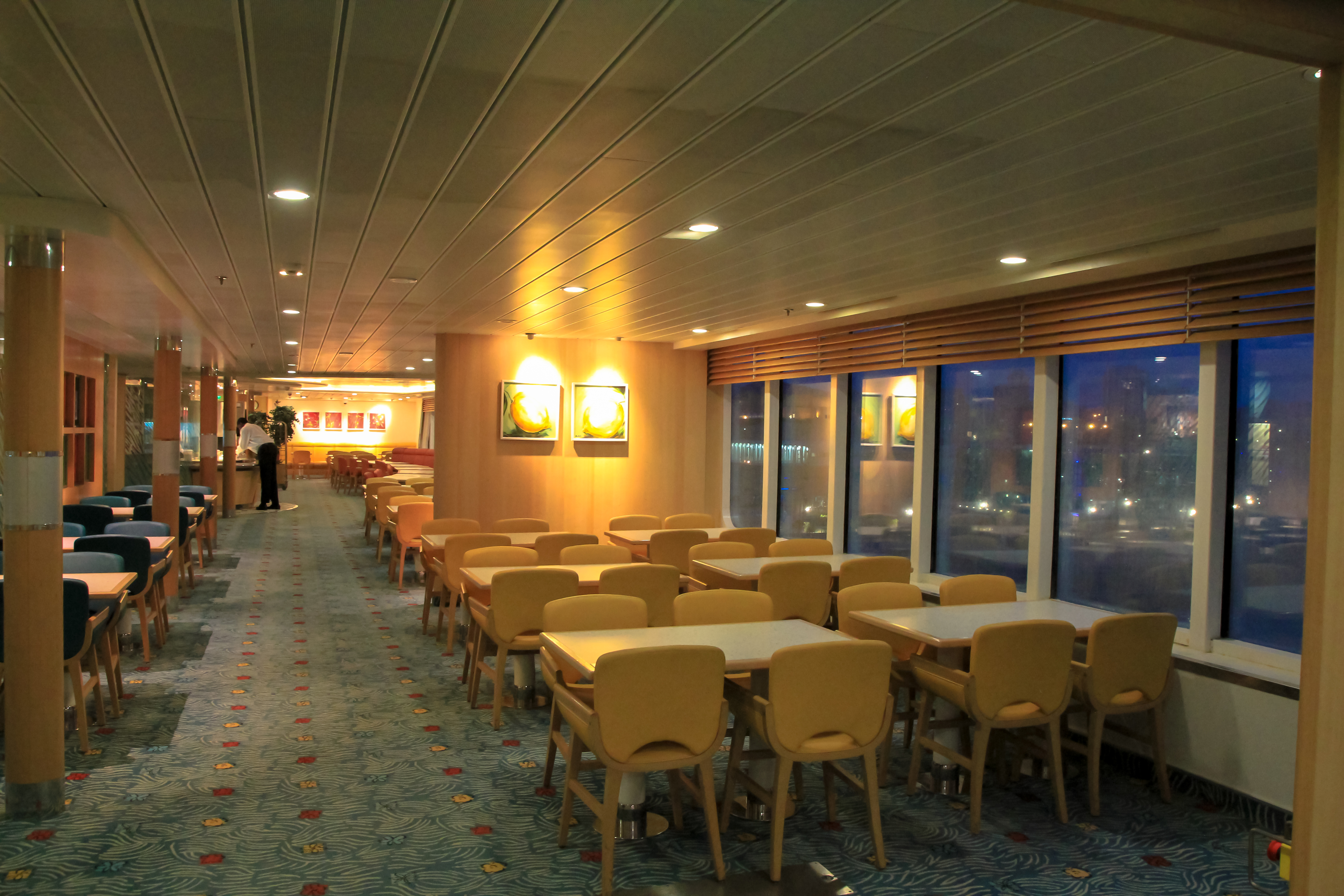
カフェテリア・レストラン「レ・ザルブジエ」
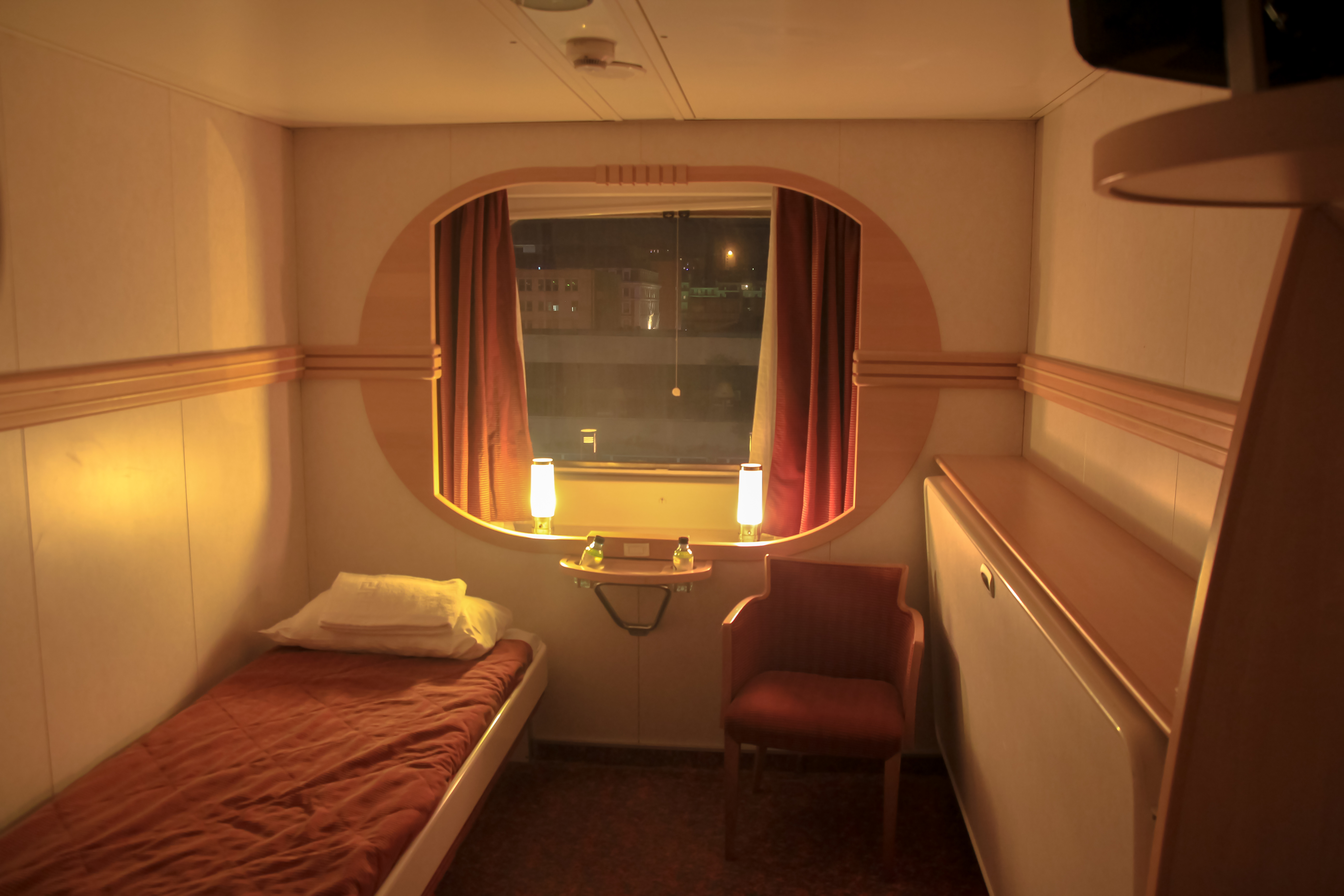
室
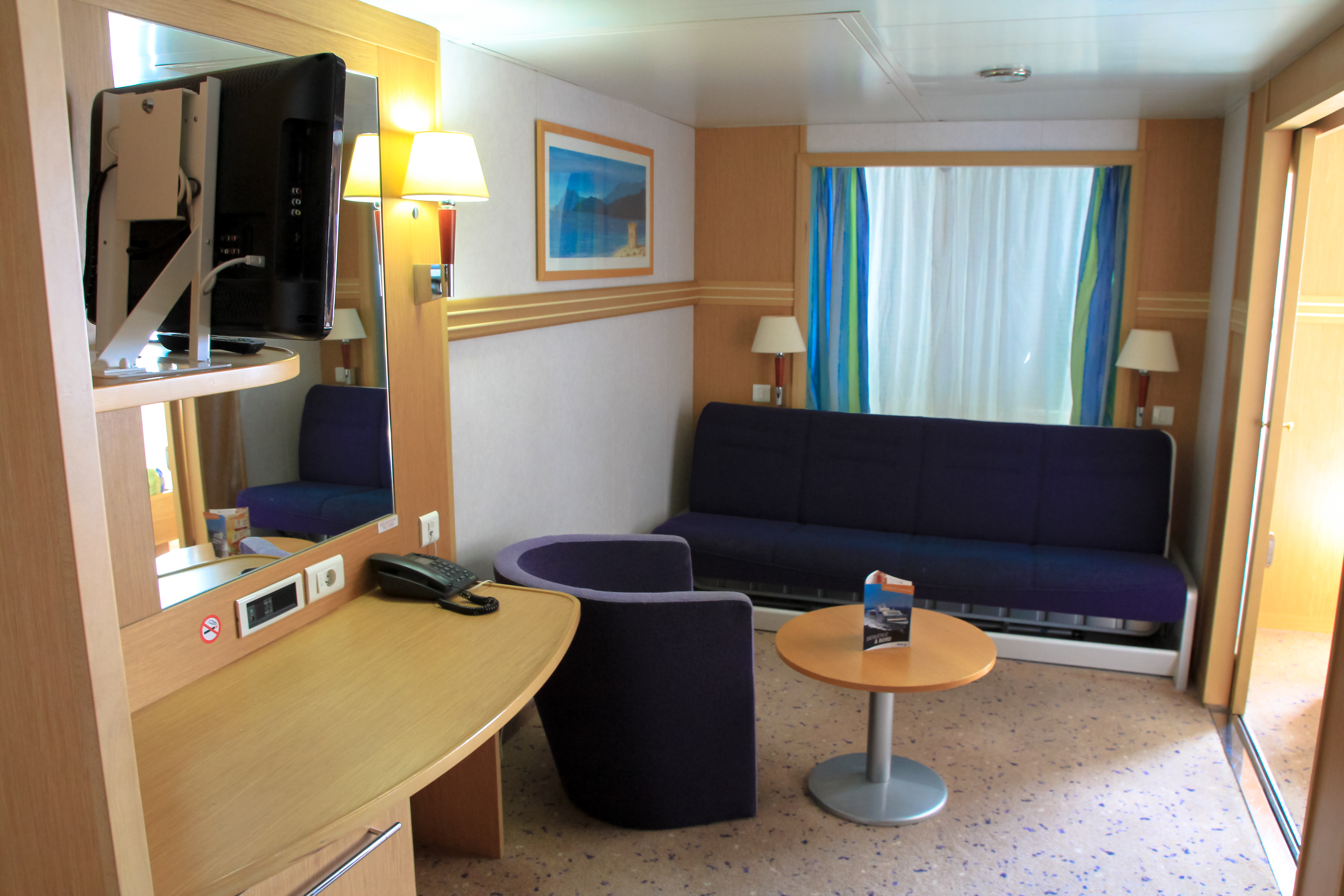
特等室
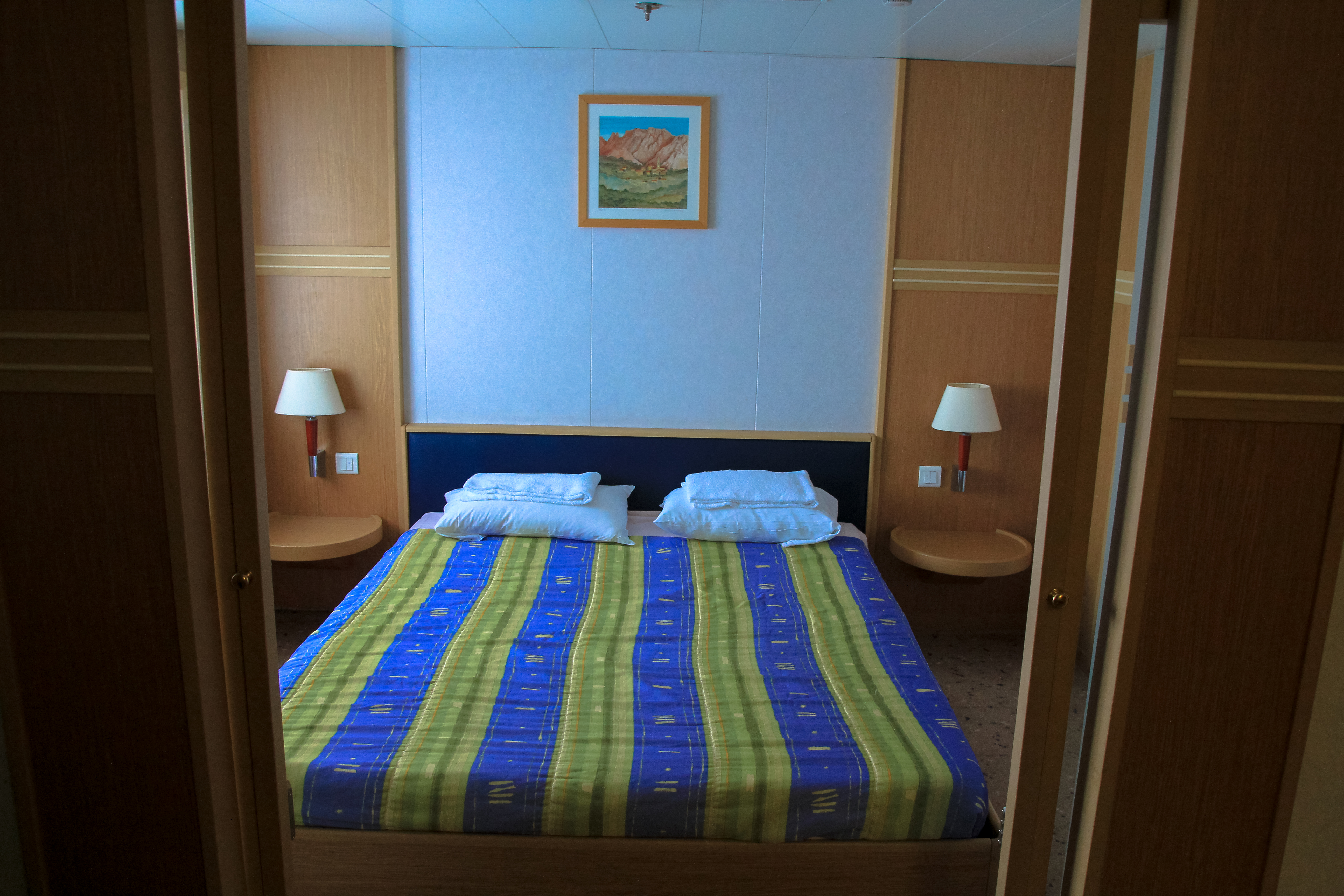
特等室

## 事故・インシデント

### 新型コロナウイルス症例
2020年7月6日、コロナウイルス感染症に苦しむ数人の船員が発見され、110人の乗組員が下船した。診断では乗組員の間で19例のコロナウイルスが確認された。そのため本船はマルセイユに定置され、マルセイユ消防大隊によって消毒が行われた。